# Mākum
Mākum är en ort i Indien.   Den ligger i distriktet Tinsukia och delstaten Assam, i den östra delen av landet, 1 800 km öster om huvudstaden New Delhi. Mākum ligger 130 meter över havet och antalet invånare är 16 225.
Terrängen runt Mākum är mycket platt. Runt Mākum är det tätbefolkat, med 411 invånare per kvadratkilometer. Närmaste större samhälle är Tinsukia, 7,5 km väster om Mākum. Omgivningarna runt Mākum är en mosaik av jordbruksmark och naturlig växtlighet.